# La Pineda (Albanyà)
La Pineda és una masia (actualment enrunada) del terme municipal d'Albanyà (Alt Empordà). Les restes de l'edifici (llista de topònims d'Albanyà) estan situades a la riba dreta de la Muga, a la confluència del torrent del Salt de l'Esclop, en el sector muntanyenc i fronterer on el riu fa partió entre l'Alt Emporda i el Vallespir, al sud de Costoja (Vallespir).
El lloc queda dins de l'àrea protegida de la Reserva Natural Parcial de La Muga-Albanyà. S'hi accedeix pel camí d'Albanyà a la Muga.